# Елінью
Еліо Жуніо Нунес ді Каштро (порт.-браз. Hélio Júnio Nunes de Castro; нар. 25 квітня 2000, Сертанзінью), більш відомий як Елінью (порт.-браз. Helinho) — бразильський футболіст, півзахисник клубу «Сан-Паулу».

## Клубна кар'єра
Елінью виступав у футбольній академії «Сан-Паулу» з 2012 року. У квітні 2018 року отримав свій перший виклик до основного складу на матч чемпіонату проти «Парани».3 травня 2018 року продовжив свій контракт з клубом до 2023 року.
4 листопада 2018 року Елінью дебютував в основному складі «Сан-Паулу» в матчі проти «Фламенгу», вийшовши на заміну на 46-й хвилині і забивши гол на 50-й хвилині.

## Міжнародна кар'єра
2 грудня 2015 року зіграв у складі збірної Бразилії до 17 років у товариському матчі проти збірної Нідерландів (до 16 років). 22 березня 2016 року провів ще один товариський матч за збірну до 17 років, на цей раз — проти збірної США.
6 жовтня 2017 року Елінью був викликаний до складу збірної на чемпіонат світу серед гравців до 17 років, замінивши травмованого Вінісіуса Жуніора. На самому турнірі він провів три матчі, у тому числі програний англійцям півфінал.
23 квітня 2018 року отримав виклик до складу збірної Бразилії до 20 років.